# 新双葉線
新双葉線（しんふたばせん）とは、東京電力が建設した基幹系統の一つである。50万Vでの送電を前提として設計された。先に建設された福島幹線（後大熊線）や第二大熊線と併行し、同線と同じく福島第一原子力発電所で発電した電力を新福島変電所（を介して首都圏に）送電する事を目的にしている。単に双葉線と称されることも多い。

## 概要
福島第一原子力発電所は東京電力の管外発電所のひとつであり、建設に当たって新たに接続基幹系統として福島幹線が建設された。しかし、続々と後続プラントが着工されると基幹送電設備についても発電所の出力増大に見合う容量とするため同発電所に接続する幹線を含め、基幹系統の拡充計画が逐次進められた。この内、最後に建設された基幹系統が新双葉線である。
目的としては原子炉増設等、東部（福島）方面での電源開発に伴って同方面からの潮流が増大することに対応している。新双葉線は5、6号機用の送電線として福島第一原子力発電所‐新福島変電所間を50万Vで結ぶ。東京電力が富岡町に双葉工事事務所を開所したのは1973年のことで、当初は用地担当のみの駐在であった。『電力新報』によると1975年9月より着工し1976年秋に完成を予定していた。
工事を取材した社報によれば、ポイントの一つは、東北電力管内であるため、自社の営業所も無く、所員の8割（といっても取材時は10名だが）が単身赴任者という状況のため地域との繋がりが薄いため、対話を重視する事であったという。完成は1979年4月である。
大熊線、第二大熊線が沿岸地域の塩害対策のために十分な実績のある27万5000Vで内陸部の新福島変電所まで送電し、変電所で50万Vに昇圧しているのに対し、新双葉線では塩害対策技術に目処を付けた時期の建設のため、発電所から50万Vでの送電となっている。

## 仕様
主として『新電気』1979年7月号による。
- 区間
  - 自　福島第一原子力発電所
  - 至　新福島変電所
- 亘長：約13km
- 回線数：2
- 電線
  - TACSR410㎜24導体
- 鉄塔数：33基

## 福島第一原子力発電所事故
2011年3月11日の東北地方太平洋沖地震発生当時、本線は送電専用回線として運用されており、鉄塔の損壊は無かったにも拘らず、外部電源供給力として復旧の役に立つ事は無く、福島第一原子力発電所事故は1〜4号機の爆発という過酷事故となった。